# Кирий, Пётр Яковлевич
Пётр Яковлевич Ки́рий (5 ноября 1940, Лебеди, Краснодарский край — 25 декабря 2020, Полтавская, Краснодарский край) — депутат Государственной Думы I созыва.

## Краткая биография
Рродился 5 ноября 1940 года.
Окончил Кубанский сельскохозяйственный институт.
В декабре 1993 года был избран депутатом Государственной Думы первого созыва по 1043 избирательному округу (Прикубанский — Краснодарский край). Был членом фракции Аграрной партии России, входил в состав комитета по бюджету, налогам, банкам и финансам.
В 1995 году баллотировался в Госдуму на второй созыв, но выборы проиграл.
Умер 25 декабря 2020 года в инфекционном госпитале Красноармейской ЦРБ от тромбоэмболии.